# Jiddistik
Jiddistik ist die Wissenschaft, die sich mit der jiddischen Sprache und Literatur beschäftigt. Zentrum der Jiddistik war lange das 1925 zunächst in Wilna gegründete Yidisher visnshaftlekher institut YIVO, das nach dem Zweiten Weltkrieg seinen Sitz in New York City fand.

## Jiddistik in Deutschland
Jiddistik ist in Deutschland ein Studienfach und wird an der Heinrich-Heine-Universität Düsseldorf und der Universität Trier unterrichtet. Lehr- und Forschungsaktivitäten finden aber auch an weiteren Universitäten statt, auch wenn die Jiddistik dort nicht als Studienfach etabliert ist (z. B. Georg-August-Universität Göttingen). In der deutschen Hochschulpolitik ist die Jiddistik als Kleines Fach eingestuft.

## Jiddistik in den USA
Mehrere amerikanische Universitäten bieten Kurse in jiddischer Sprache und Kultur an. Aus sprachwissenschaftlichen, aber auch kulturwissenschaftlichen Gründen ist dabei die Jiddistik meist in der Germanistik angesiedelt, so z. B. an der Indiana University in Bloomington, an der University of Texas in Austin, an der Columbia University und an der University of Michigan.
Andere Universitäten bieten aus religionswissenschaftlichen Gründen die Jiddistik im Rahmen der Judaistik und/oder Orientalistik an, z. B. die Brandeis University.